# Frans V van Modena
Frans V Ferdinand Geminianus (Modena, 1 juni 1819 – Wenen, 20 november 1875), aartshertog van Oostenrijk-Este, was van 1846 tot 1859 de laatste soevereine hertog van Modena en Reggio. Hij was de zoon van hertog Frans IV en Maria Beatrix van Savoye, dochter van Victor Emanuel I van Sardinië. Zijn peetoom was keizer Frans II.
Bij de dood van zijn moeder op 15 september 1840 werd Frans V als erfgenaam van het huis Stuart volgens de jacobieten koning Frans I van het Verenigd Koninkrijk. Hij heeft deze troon echter nooit opgeëist.
Op 30 maart 1842 huwde hij de Beierse prinses Adelgunde, dochter van Lodewijk I van Beieren. In 1848 kreeg het paar een dochter, Anna Beatrice. Zij stierf echter een klein jaar later.
Bij de dood van Frans IV op 21 januari 1846 volgde Frans V hem op als hertog van Modena, Reggio en Mirandola, hertog van Massa en prins van Carrara en Lunigiana. Na de dood van Marie Louise van Oostenrijk verkreeg hij uit haar nalatenschap het gebied van Tivizzano.
Hij was evenals zijn vader absolutistisch ingesteld en sterk op Oostenrijk georiënteerd. In het revolutiejaar 1848 werd hij verdreven en begaf zich naar Oostenrijk, maar hij kon op 10 augustus weer terugkeren. Aanvankelijk matigde hij zijn beleid, maar na een aanslag op zijn leven trad hij hard en op wrede wijze op tegen liberale elementen, vooral nadat de Oostenrijkers onder Josef Radetzky in de Slag bij Custoza (1848) Karel Albert van Sardinië versloegen.
In 1859 vielen Sardinië onder Victor Emanuel II en Frankrijk onder Napoleon III Modena binnen. Er braken onlusten uit en Frans V vluchtte voor zijn eigen onderdanen naar Wenen. Het volk sprak zich in een referendum in januari 1860 met overweldigende meerderheid uit voor aansluiting bij Sardinië en dus bij het in 1861 uitgeroepen Italië.
Frans bracht de rest van zijn leven door in zijn paleis te Wenen en zijn zomerresidentie in Beieren. Hij maakte veel reizen, onder andere naar het Midden-Oosten. Hij stierf op 20 november 1875 en ligt begraven in de Kapuzinergruft te Wenen. Daar hij kinderloos was gingen zijn vermogen, kunstverzameling en titels over op aartshertog Frans Ferdinand.